# Mechanika
Mechanika (od greckiego mechané - maszyna) — nauka techniczna oraz dział fizyki.

## Technika
- inżynieria mechaniczna – dział zajmujący się konstruowaniem i budowaniem maszyn, urządzeń i pojazdów,
- mechanika techniczna – dział obejmujący mechanikę ośrodków ciągłych i wytrzymałość materiałów,
- mechanika budowli – dział obejmujący mechanikę konstrukcji budowlanych.

## Fizyka
W fizyce jest to dział opisujący ruch i odkształcenie ciał materialnych lub ich części na skutek ich wzajemnych oddziaływań oraz badający stan ich równowagi.

### Podział
Wyróżnia się:
- ze względu na prędkość poruszających się ciał
  - mechanikę klasyczna (zwana czasem mechaniką nierelatywistyczną)- dotyczy ciał poruszających się z małymi prędkościami w stosunku do prędkości światła w próżni
  - mechanikę relatywistyczną – dotyczy ciał poruszających się z dowolnie dużymi prędkościami, nawet bliskimi prędkości światła w próżni (mechanika ta jest częścią teorii względności).
- ze względu na skalę badanych zjawisk:
  - mechanikę klasyczną – zajmującą się badaniem ruchu ciał materialnych w skali makroskopowej.
  - mechanikę kwantową – zajmującą się badaniem ruchu ciał materialnych w skali mikroskopowej (w skali cząsteczkowej, atomowej, jądrowej itd.).
- ze względu na problematykę rozwiązywanych zagadnień
  - kinematykę zajmującą się badaniem ruchu ciał bez uwzględnienia działających sił, mas ciał i warunków ruchu.
  - dynamikę zajmującą się ruchem i równowagą ciał materialnych pod wpływem działających na nie sił, w której wyróżnia się:
    - kinetykę zajmującą się badaniem ruchu z wykluczeniem stanów równowagi
    - statykę zajmującą się stanami równowagi
- ze względu na właściwości badanych obiektów:
  - mechanikę punktu materialnego
  - mechanikę układu punktów materialnych
  - mechanikę bryły sztywnej
  - mechanikę ośrodków ciągłych, w której wyróżnia się:
    - mechanikę płynów, czyli mechanikę cieczy i gazów
    - mechanikę ciał stałych: odkształcalnych sprężyście i odkształcalnych plastycznie.
- ze względu na sposób podejścia do rozważanych zagadnień:
  - teoretyczną
  - doświadczalną
  - stosowaną.

W zależności od przedmiotu badania można także wyodrębnić różne mechaniki specjalistyczne, na przykład: akustyka, mechanika nieba, mechanika gruntów itp.

### Podstawowe pojęcia
Podstawowymi prawami mechaniki są zasada zachowania energii, zasada zachowania pędu i zasada zachowania momentu pędu.
Podstawowymi równaniami mechaniki są: równanie Newtona, równania Lagrange’a, równania Hamiltona, równanie Jacobiego-Hamiltona.
Wszystkie zjawiska w mechanice opisuje się z uwzględnieniem układu odniesienia. Położenie ciała względem układu odniesienia wyznacza zbiór liczb nazywanych współrzędnymi; liczba tych współrzędnych niezbędnych do jednoznacznego określenia położenia ciała nazywana jest liczbą stopni swobody tego układu współrzędnych.
- Inercjalne układy odniesienia to takie, które podlegają zasadom dynamiki Newtona.
- Nieinercjalne układy odniesienia to te, w których występują siły pozorne (siła odśrodkowa, siła Coriolisa).

Do rozwoju mechaniki przyczynili się między innymi: Arystoteles, Archimedes, Galileusz, Isaac Newton, Jean le Rond d’Alembert, Joseph Louis Lagrange, Carl Gustav Jakob Jacobi, William Rowan Hamilton, Daniel Bernoulli, Gaspard-Gustave Coriolis, Benoit Clapeyron, Leonhard Euler.
Za twórcę mechaniki uznaje się Archytasa z Tarentu.

## Gry
W grach używa się terminu mechanika gry do określenia zasad. Termin ten jest popularny zwłaszcza w grach fabularnych.